# Lijst van voetbalinterlands Bermuda - Grenada
Deze lijst van voetbalinterlands is een overzicht van alle officiële voetbalwedstrijden tussen de nationale teams van Bermuda en Grenada. De landen speelden tot op heden drie keer tegen elkaar. De eerste ontmoeting was een vriendschappelijke wedstrijd in Devonshire op 6 maart 2015. Het laatste duel, eveneens een vriendschappelijke wedstrijd, vond plaats op 10 juni 2017 in Saint George's.

## Wedstrijden
| № | Plaats         | Datum        | Competitie        | Wedstrijd         | Uitslag |
| - | -------------- | ------------ | ----------------- | ----------------- | ------- |
| 1 | Devonshire     | 6 maart 2015 | Vriendschappelijk | Bermuda – Grenada | 2 – 2   |
| 2 | Devonshire     | 8 maart 2015 | Vriendschappelijk | Bermuda − Grenada | 2 − 0   |
| 3 | Saint George's | 10 juni 2017 | Vriendschappelijk | Grenada − Bermuda | 1 − 2   |

## Samenvatting
| Competitie        | Totaal gespeeld | Winst Bermuda | Gelijk | Winst Grenada | Doelsaldo Bermuda – Grenada |
| ----------------- | --------------- | ------------- | ------ | ------------- | --------------------------- |
| Vriendschappelijk | 3               | 2             | 1      | 0             | 6 − 3                       |
| Totaal            | 3               | 2             | 1      | 0             | 6 − 3                       |

Wedstrijden bepaald door strafschoppen worden, in lijn met de FIFA, als een gelijkspel gerekend.